# Campo San Maurizio
El Campo San Maurizio és una plaça de Venècia, al districte de San Marco, situada a pocs passos del Campo Santo Stefano, al camí que connecta aquest últim amb la Piazza San Marco.

## Descripció
El campo té una certa importància tant per la seva mida com per les construccions que s'hi aixequen.
- L'església di San Maurizio, d'orígens antics, tanca el campo pel nord, dominant-lo amb la seva actual façana neoclàssica. Darrere s'alça el campanar de Santo Stefano, l'impressionant pendent del qual és clarament visible des de l'adjacent Corte Lavezzera, a la dreta de la façana. A l'esquerra de l'església, al principi del carrer del Piovan, es pot entreveure la façana de la Scuola degli Albanesi.

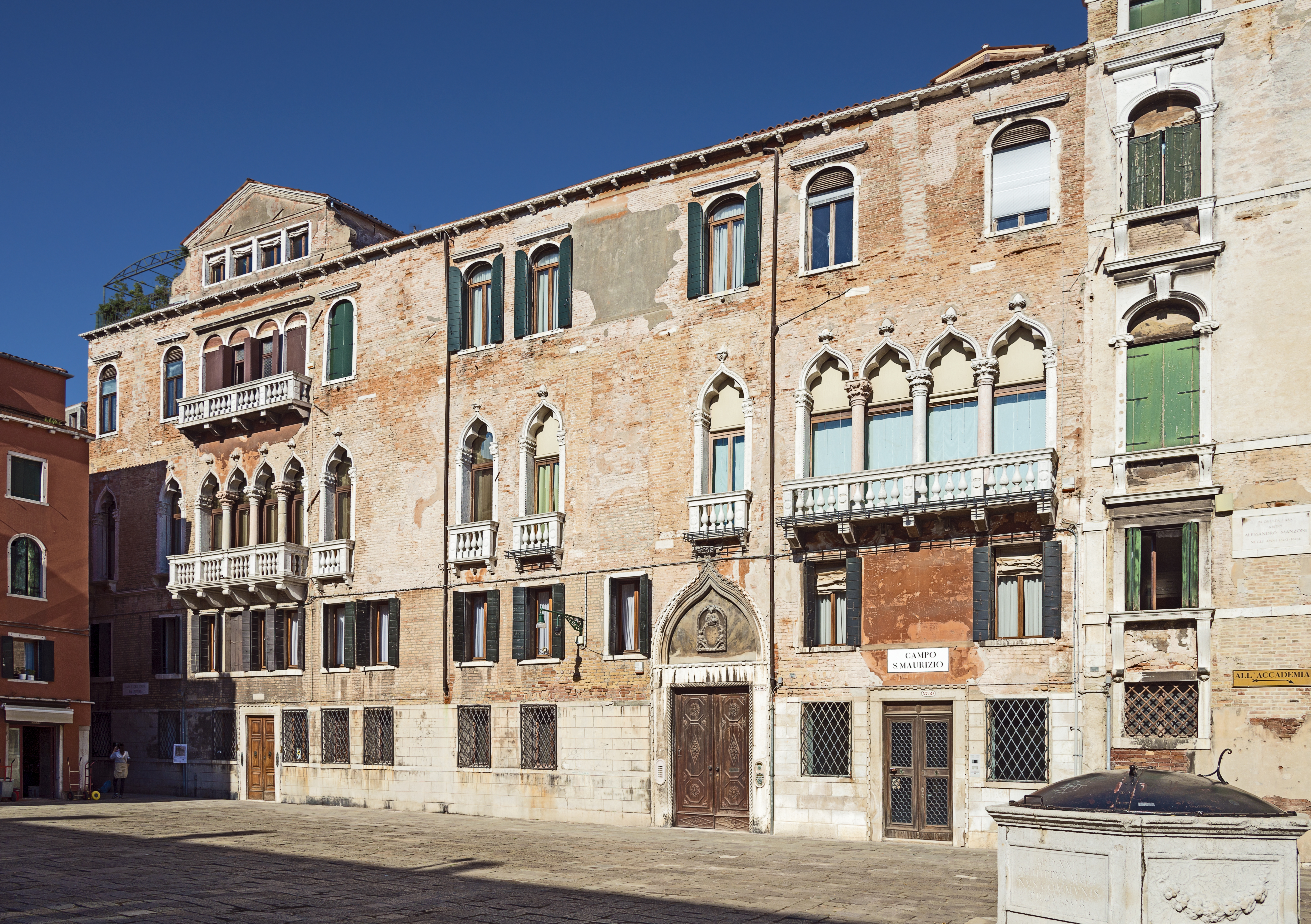
Palau Molin

- Al costat oest de la plaça hi ha el Palau Terzi Bellavite, del segle XVI. El poeta vernacle venecià Giorgio Baffo hi va viure i l'escriptor Alessandro Manzoni s'hi va allotjar durant diversos mesos, com a convidat d'un cosí.
- També al mateix costat hi ha el Palau Molin del segle XV, compost en realitat per dos edificis gòtics tardans gairebé bessons, cadascun amb una finestra apuntada de quatre llums. Tant la base com la part superior de l'edifici són el resultat de reformes posteriors. El portal és important, ja que antigament lluïa l'escut de pedra de la família Molin, que ara ha estat esculpit. A l'interior es conserven les restes dels antics estucs que decoraven les parets.

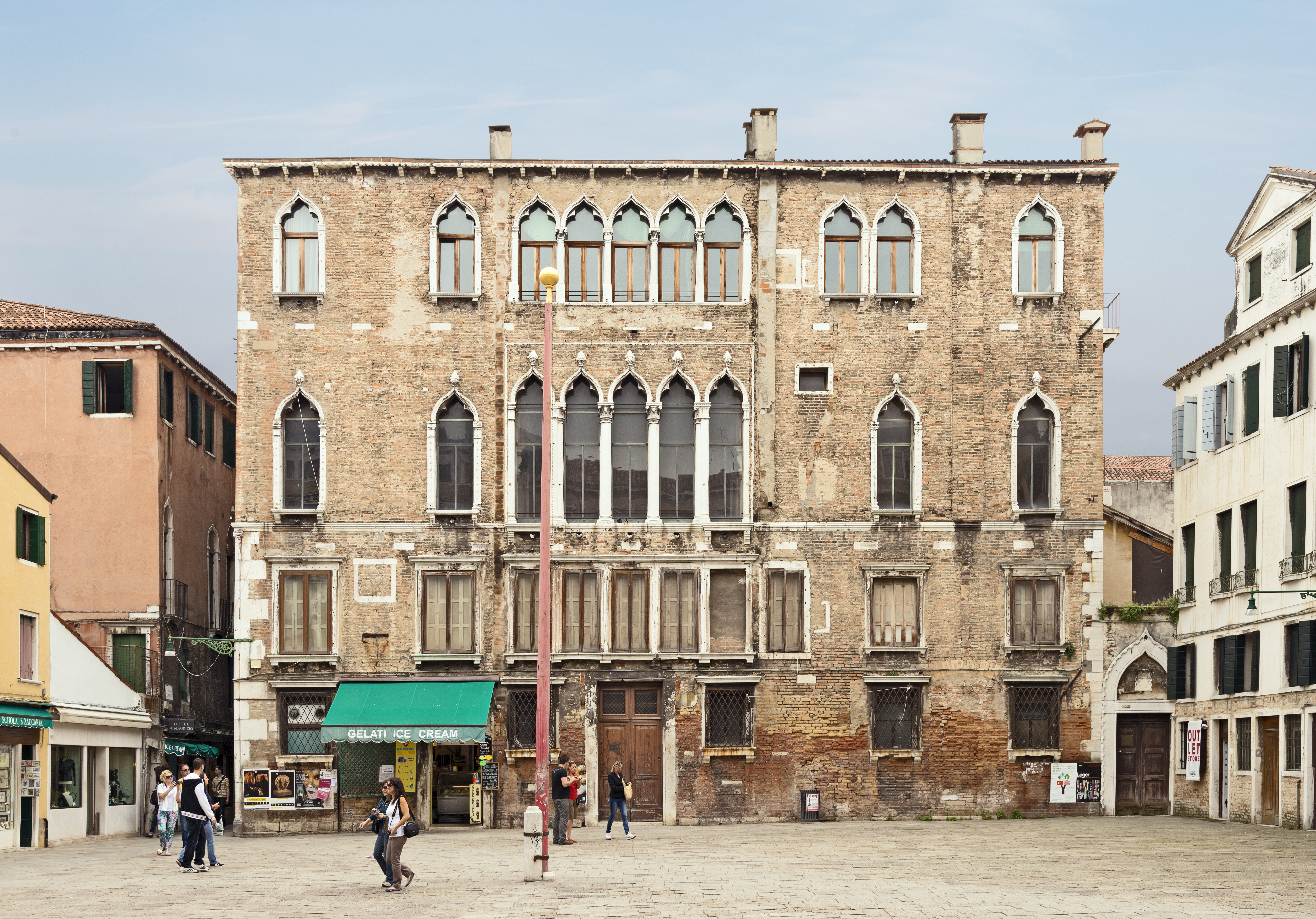
Palau Zaguri

- El Palau Zaguri és l'edifici, també gòtic tardà, que tanca el campo per l'est. Dona nom al carrer que hi passa al costat i al pont posterior que connecta la zona de San Maurizio amb la de Santa Maria del Giglio. La base sobre la qual s'assenta la façana oposada de l'edifici pren el seu nom juntament amb el proper Ca' Corner. La façana que dona a la plaça, dividida en quatre nivells, està decorada a les plantes principals per finestres ogivals i al centre per dues grans pentàfores.